# Javiera Contreras
Javiera Contreras (* 2. März 2001) ist eine chilenische Leichtathletin, die sich auf den Stabhochsprung spezialisiert hat.

## Sportliche Laufbahn
Erste Erfahrungen bei internationalen Wettkämpfen sammelte Javiera Contreras im Jahr 2018, als sie bei den U18-Südamerikameisterschaften in Cuenca mit übersprungenen 3,50 m die Bronzemedaille gewann. Im Oktober startete sie bei den Olympischen Jugendspielen in Buenos Aires und gelangte dort auf Rang acht. Im Jahr darauf sicherte sie sich bei den U20-Südamerikameisterschaften in Cali mit 3,70 m die Silbermedaille und wurde kurz darauf bei den U20-Panamerikameisterschaften in San José mit derselben Höhe Vierte. Auch bei den U23-Südamerikameisterschaften 2021 in Guayaquil gelangte sie mit 3,90 m auf Platz vier und gewann dann im Dezember bei den erstmals ausgetragenen Panamerikanischen Juniorenspielen in Cali mit 3,90 m die Silbermedaille hinter der Brasilianerin Isabel de Quadros. 2025 verpasste sie bei den World University Games in Bochum mit 3,70 m den Finaleinzug. 
In den Jahren 2019 und 2023 wurde Contreras chilenische Meisterin im Stabhochsprung.